# Türkische Volleyballnationalmannschaft der Frauen
Die türkische Volleyballnationalmannschaft der Frauen ist eine Auswahl der besten türkischen Spielerinnen, die die Türkiye Voleybol Federasyonu bei internationalen Turnieren und Länderspielen repräsentiert. Die Türkinnen wurden 2023 Europameister und Sieger der Volleyball Nations League.

## Geschichte

### Weltmeisterschaft
2006 nahmen die Türkinnen erstmals an einer Volleyball-Weltmeisterschaft teil und belegten den zehnten Rang. Bei der WM 2010 erreichten sie mit dem sechsten Rang ihr bislang bestes Ergebnis. Vier Jahre später schieden sie in der zweiten Gruppenphase aus und wurden Neunte. Bei der WM 2018 kamen sie auf den zehnten Platz und 2022 auf den achten Platz.

### Olympische Spiele
Die Türkinnen waren 2012 in London erstmals bei Olympischen Spielen dabei. Trotz zweier Siege schieden sie nach der Vorrunde aus. Vier Jahre später verpassten sie die Qualifikation. 2020 gewannen sie das europäische Qualifikationsturnier im Finale gegen die deutsche Mannschaft und sicherten sich ihren Startplatz für das Turnier in Tokio. Dort gelang ihnen der fünfte Platz. Bei den Spielen in Paris 2024 erreichten sie das Spiel um Platz 3 und verloren dieses.

### Europameisterschaft

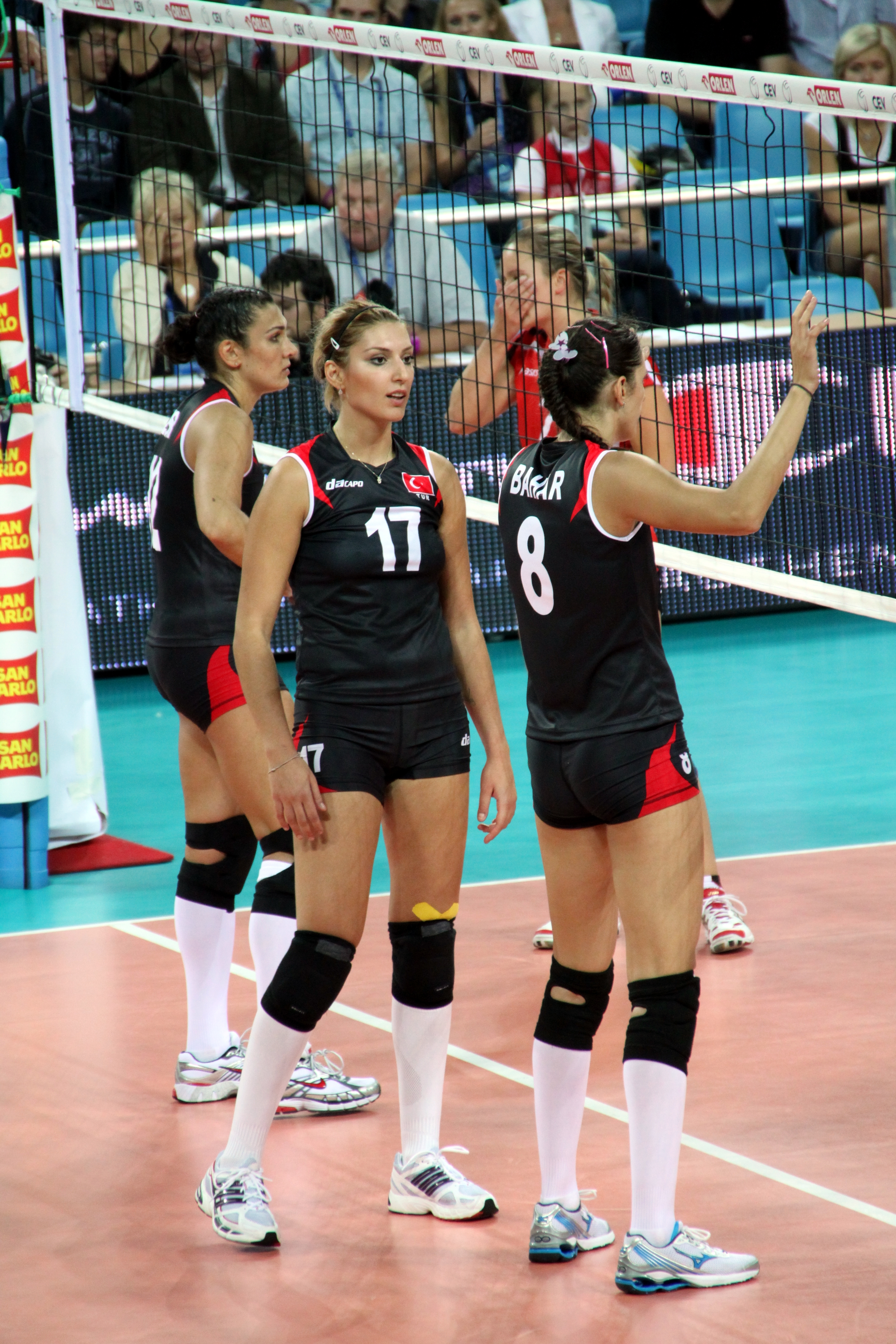
EM-Spiel 2009 gegen Deutschland

Die Türkei nahm 1963 erstmals an einer Volleyball-Europameisterschaft teil und wurde Zehnter. Vier Jahre später reichte es als Gastgeber nur zum zwölften Platz. Das gleiche Ergebnis gab es bei der EM 1981. Die nächsten EM-Teilnahmen endeten 1989 auf dem elften und 1995 auf dem neunten Platz. 2003 erreichten die türkischen Frauen als Gastgeber erstmals das Finale und unterlagen gegen Polen. Bei den Europameisterschaften 2005, 2007 und 2009 wurden sie Sechste, Zehnte und Fünfte. Beim Turnier 2011 kamen sie auf den dritten Rang. Nach einem siebten Platz 2013 verloren sie bei der EM 2015 das Spiel um den dritten Platz gegen Serbien. 2017 wurden die Türkinnen wieder Dritte. Bei der EM 2019 mussten sie sich erst im Finale gegen Serbien geschlagen geben. 2021 kam der dritte Rang hinzu. Das Finale der EM 2023 spielte die türkische Frauennationalmannschaft erneut gegen Serbien. Das Spiel gewannen die Türkinnen mit 3:2.

### Nations League
In der Nations League 2018 erreichten die Türkinnen das Finale gegen die USA und verloren im Tiebreak. Beim Turnier 2019 belegten sie den vierten Platz. 2021 kam ein dritter Rang hinzu. 2022 wurden sie erneut vierte. Das Turnier 2023 schlossen die Türkinnen als Siegerinnen ab.

### World Cup
Die Türkei nahm bisher nur am World Cup 2003 teil und wurde dabei Siebter.

### World Grand Prix
Beim World Grand Prix belegten die türkischen Frauen 2008 den siebten Platz und verpassten damit nur knapp die Finalrunde. 2012 erzielten sie mit dem dritten Rang ihr bestes Ergebnis in diesem Wettbewerb. Nach einem achten Platz 2013 wurden sie ein Jahr später Vierte. Die weiteren drei Ausgaben dieses Wettbewerbs beendeten sie auf dem elften bzw. zehnten Platz.

### Europaliga
Die Türkei war bei den ersten drei Ausgaben der seit 2009 ausgetragenen Volleyball-Europaliga Gastgeber. Bei der Premiere unterlagen die Türkinnen im Finale gegen Serbien. Ein Jahr später wurden sie Dritte, bevor sie 2011 erneut das Endspiel gegen Serbien verloren. Bei den nächsten beiden Turnieren schnitten sie mit den Plätzen acht und sechs schlechter ab. 2014 setzten sie sich im Endspiel gegen Deutschland durch. Im folgenden Jahr standen sie wieder im Finale, mussten sich aber Ungarn geschlagen geben. Seit 2016 nehmen sie nicht mehr am Wettbewerb teil.

## Auszeichnungen
- 2003: Sedat-Simavi-Preis für Sport

## Kader 2021
| No | Name              | Position            | Klub                   |
| -- | ----------------- | ------------------- | ---------------------- |
| 2  | Simge Aköz        | Libera              | Eczacıbaşı VitrA       |
| 3  | Cansu Özbay       | Zuspielerin         | VakıfBank              |
| 5  | Şeyma Ercan       | Außenangreiferin    | Türk Hava Yolları      |
| 6  | Kübra Akman       | Mittelblockerin     | VakıfBank              |
| 7  | Hande Baladın     | Außenangreiferin    | Eczacıbaşı VitrA       |
| 9  | Meliha İsmailoğlu | Außenangreiferin    | Fenerbahçe             |
| 11 | Naz Aydemir Akyol | Zuspielerin         | Fenerbahçe             |
| 13 | Meryem Boz        | Diagonalangreiferin | VakıfBank              |
| 14 | Eda Erdem Dündar  | Mittelblockerin     | Fenerbahçe             |
| 18 | Zehra Güneş       | Mittelblockerin     | VakıfBank              |
| 19 | Aslı Kalaç        | Mittelblockerin     | Galatasaray            |
| 21 | Fatma Yıldırım    | Außenangreiferin    | Fenerbahçe             |
| 96 | Ayça Aykaç        | Libera              | Vakıfbank              |
| 98 | Tuğba Şenoğlu     | Außenangreiferin    | Atlasglobal Yeşilyurt  |
| 99 | Ebrar Karakurt    | Diagonalangreiferin | Igor Gorgonzola Novara |